# 永保時
永保時國際（控股）有限公司，簡稱永保時國際（控股）、永保時國際、永保時，以及永保時有限公司（英語：Winbox International (Holdings) Limited，港交所除牌時0474.HK），在1985年成立，現時主要業務生產及銷售各種珠寶禮品盒。
在1994年由馮家彬妻子蔡漢卿收購，曾是董事會成員，另外馮穎怡及著名歌手馮穎琪也是董事會之一，在2006年6月6日於香港交易所主板上市，但由於受到外圍經濟影響，在2010年5月7日，更名昊天能源集團有限公司之前，集團以9,000萬美元（6.976億港元）收購內蒙古煤炭4個地區。

## 連結
- WinboxHK.com （页面存档备份，存于）